# Berenguer VI de Entenza
Berenguer VI de Entenza (muerto en 1306) fue un noble de la Corona de Aragón de origen catalán, del condado de Ribagorza, perteneciente a la casa de Entenza. Era uno de los doce hijos de Berenguer IV de Entenza y su esposa Guillerma de Luesia. Fue jefe de los almogávares y combatió en Calabria y Sicilia hasta que se firmó la Paz de Caltabellota.

## Biografía
Desde 1279 mantuvo, apoyado por sus almogávares, una disputa con la Orden del Temple del castillo de Miravet por un asunto de impuestos y que supuso una guerra que duró hasta su muerte y que castigó duramente la Ribera del Ebro.
En la segunda mitad de 1304 se incorporó a la Compañía Catalana de Oriente, cuando esta ya había llegado a Constantinopla y había expulsado a los turcos de Anatolia. A su llegada, Roger de Flor le pasó el título de megaduque y reclamó para sí el de César del Imperio bizantino. Berenguer llegó un año después que Bernat de Rocafort, quien era el senescal de la hueste y jefe de la infantería. Aportó con su llegada nueve galeras a la flota almogávar. En estas naves le acompañaba un ejército de unos trescientos caballeros catalanes y un millar de almogávares.
A la muerte de Roger de Flor se autoproclamó sucesor de este y pasó a dirigir a los almogávares, aunque no fue admitida de buen grado por Rocafort. Como represalia declaró la guerra al emperador Andrónico II Paleólogo, saqueando territorios de Grecia en lo que se conoce como Venganza catalana. Cuando intentó regresar a la península ibérica para conseguir más tropas fue capturado, siendo liberado más tarde gracias a las gestiones de Jaime II de Aragón. En 1306 regresó con más hombres a Galípoli, pero la mayoría de los almogávares apoyaban entonces a Bernardo de Rocafort, a manos de los hombres del cual murió de forma supuestamente accidental. 
Una hija suya, llamada Saurina, fue la segunda esposa de Roger de Lauria, almirante de la flota de la Corona de Aragón y de Sicilia.
Tiene dedicado un parque en el zaragozano barrio de Delicias